# Cardano al Campo
Cardano al Campo é uma comuna italiana da região da Lombardia, província de Varese, com cerca de 12.082 habitantes. Estende-se por uma área de 9 km², tendo uma densidade populacional de 1342 hab/km². Faz fronteira com Casorate Sempione, Gallarate, Samarate, Somma Lombardo.

## Demografia
| Variação demográfica do município entre 1861 e 2011                               |
|                                                                                   |
| Fonte: Istituto Nazionale di Statistica (ISTAT) - Elaboração gráfica da Wikipedia |